# Calliophis beddomei
Calliophis beddomei là một loài rắn trong họ Rắn hổ. Chúng được đặt tên theo nhà tự nhiên học người Anh Richard Henry Beddome (1830-1911). Loài này được Smith mô tả khoa học đầu tiên năm 1943.